# Pío Leiva
Pour les articles homonymes, voir Leiva (homonymie).
Pío Leiva (Wilfredo « Pio Leiva » Pacual), le « Maestro » du Son Montuno, (né le 5 mai 1917 à Morón, Cuba - mort le 22 mars 2006), est un chanteur cubain internationalement célèbre. Auteur de la guaracha «El mentiroso». Auteur de 25 albums depuis la signature de son premier contrat RCA en 1950. Il a joué aux côtés de grands de la musique cubaine tels que Benny Moré, Bebo Valdés et Noro Morales et a été membre de Compay Segundo y sus Muchachos. Il s'associa également à d'autres soneros de sa génération et composa le Buena Vista Social Club.

## Biographie et carrière
Pio Leiva découvre la musique en remportant un concours de bongos (tambour) à six ans. Il entame sa carrière musicale dans sa ville natale en jouant du bongo dans un groupe nommé Siboney (nom des premiers Amérindiens des Antilles à peupler l'île). Par la suite il devient chanteur dans le « Sexteto Caribe » et forme un duo avec l'autre chanteur du groupe Juanito Blez au cours des années 1933 et 1934. Dans la même ville de Morón, il chante ensuite dans le Tipo jazz band de Jesús Montalvo. Leiva possède quelques rudiments de guitare et se lance alors comme cantante. Accompagné du tresero Miguel Ángel Pino et de la seconde voix de Ñico Morgado, Pio forme un trio qui rapidement monopolise les ondes de la radio locale. Le trio est aussi l'orchestre attitré du café El Angel de Morón
Leiva se sent bientôt à l'étroit dans la petite ville orientale et se rend à Camagüey pour chanter dans l'orchestre « Hermanos Licea ».
Dans les années 1950, il part vivre à La Havane. Sa popularité connaît alors son apogée. Il enregistrera plusieurs albums en solo et composera une grande variété de chansons, dont Francisco Guayabal, énorme succès de Benny Moré, ou Pio Mentiroso, sa plus célèbre chanson.
En 1953, il enregistrait avec Compay Segundo à La Havane le jour de l'attaque du palais présidentiel par les révolutionnaires. Il jure que le bruit des coups de fusil peut être entendu sur l'album.
En 1956 , déjà basé dans la ville de La Havane, Pío Leyva a fait deux enregistrements d'essai pour les célèbres albums RCA Víctor et a eu la grande chance d'y être accompagné par l'un des plus importants Jazz Band de l'époque : Sabor de Cuba, sous la direction du talentueux pianiste et orchestrateur cubain Bebo Valdés (père de Chucho Valdés).
Pio se présente à une audition de la RCA et est choisi pour chanter accompagné par la formation de Estebán Antuñez avec laquelle il se produit au Montmartre. Spécialiste de l'interprétation du son et de la guaracha, rapidement surnommé « El Montunero de Cuba », il devient un soliste recherché. Mariano Mercerón l'appelle pour enregistrer en 1957, Montuno del amor, La noche que me casé… En 1957, il entre dans le groupe de Compay Segundo y Sos Muchachos.
Pio Leiva interprète le thème historique de Compay Voy pa' Mayari. Durant toutes les années cinquante, accompagné par les grands ensembles soneros du moment, Pio Leiva est sur toutes les radios, dans les grands programmes télévisés et sur toutes les scènes. Il collabore notamment avec Bebo Valdés, « Hermanos Castro », Noro Morales et laisse des enregistrements de qualité avec les formations de Niño Rivera, Cuba de mi corazón, Oriente hermoso… ; Joaquin Mendivel, Yo bailo con ella… et l'orchestre « Cosmopolita », Ritmo de mi Cuba, Con Carlota… En 1962, Pio chante pour le premier Festival de musique populaire, organisé par Odilio Urfé.
Après une longue période de retraite, Pio revient derrière les micros lorsque Juan de Marcos, après avoir enregistré Buena Vista Social Club, organise en 1996 l'« Afro Cuban All Stars » et l'invite à y participer.
Pio Leiva brille particulièrement sur Alto Songo composé par Lilí Martínez. Depuis, malgré son âge, il se produisait constamment en concert à travers le monde.
En 2002, il est invité par Compay Segundo pour le duo La juma de ayer.
En 2005, il est l'acteur principal de Música cubana.
Le mercredi 22 mars 2006, Pío Leiva meurt dans la soirée d'une crise cardiaque à l'âge de 88 ans. Buena Vista Social Club perd ainsi sa quatrième star après le décès de son chanteur-phare Ibrahim Ferrer en août 2005, celui de Compay Segundo en juillet 2003 et du pianiste Ruben Gonzalez en décembre de cette même année.

## Ses derniers albums
- La salud de Pio Leiva (2005)
- Esta es mi rumba (2003)
- Soneros de Verdad Presents Pio Leiva (2002)
- El Montunero de Cuba (2000)